# Hugo González
Hugo Armando González (Santiago de Chile, 11 maart 1963) is een voormalig profvoetballer uit Chili, die gedurende zijn carrière speelde als centrale verdediger.

## Clubcarrière
González speelde clubvoetbal in Chili en Mexico. Hij begon zijn profloopbaan in 1984 bij Santiago Wanderers, en beëindigde zijn carrière in 1996.

## Interlandcarrière
González speelde 24 officiële interlands voor Chili, en scoorde één keer voor de nationale ploeg in de periode 1988-1993. Hij maakte zijn debuut in de vriendschappelijke thuiswedstrijd tegen Peru (2-0) op 25 oktober 1988, en nam in dat duel de tweede treffer voor zijn rekening. González nam met Chili onder meer deel aan de Copa América 1989.
González besloot zijn interlandcarrière in mineur; in de vriendschappelijke wedstrijd in en tegen Spanje, op woensdag 8 september 1993 in Alicante, kreeg hij in de 88ste minuut de rode kaart van de Portugese scheidsrechter Vítor Melo Pereira. Chili verloor dat duel overigens met 2-0 door twee treffers van Julen Guerrero.

## Erelijst
Colo-Colo
- Primera División

1986, 1989
- Copa Chile

1988, 1989, 1994
 Cobreloa
- Primera División

1992